# تایس ولی (ویرجینیای غربی)
تایس ولی(به انگلیسی: Teays Valley) شهری در ایالت ویرجینیای غربی کشور ایالات متحده آمریکا است که جمعیت آن در سرشماری سال ۲۰۱۰ میلادی، ۱۳٬۱۷۵ نفر بوده‌است.

## نگارخانه

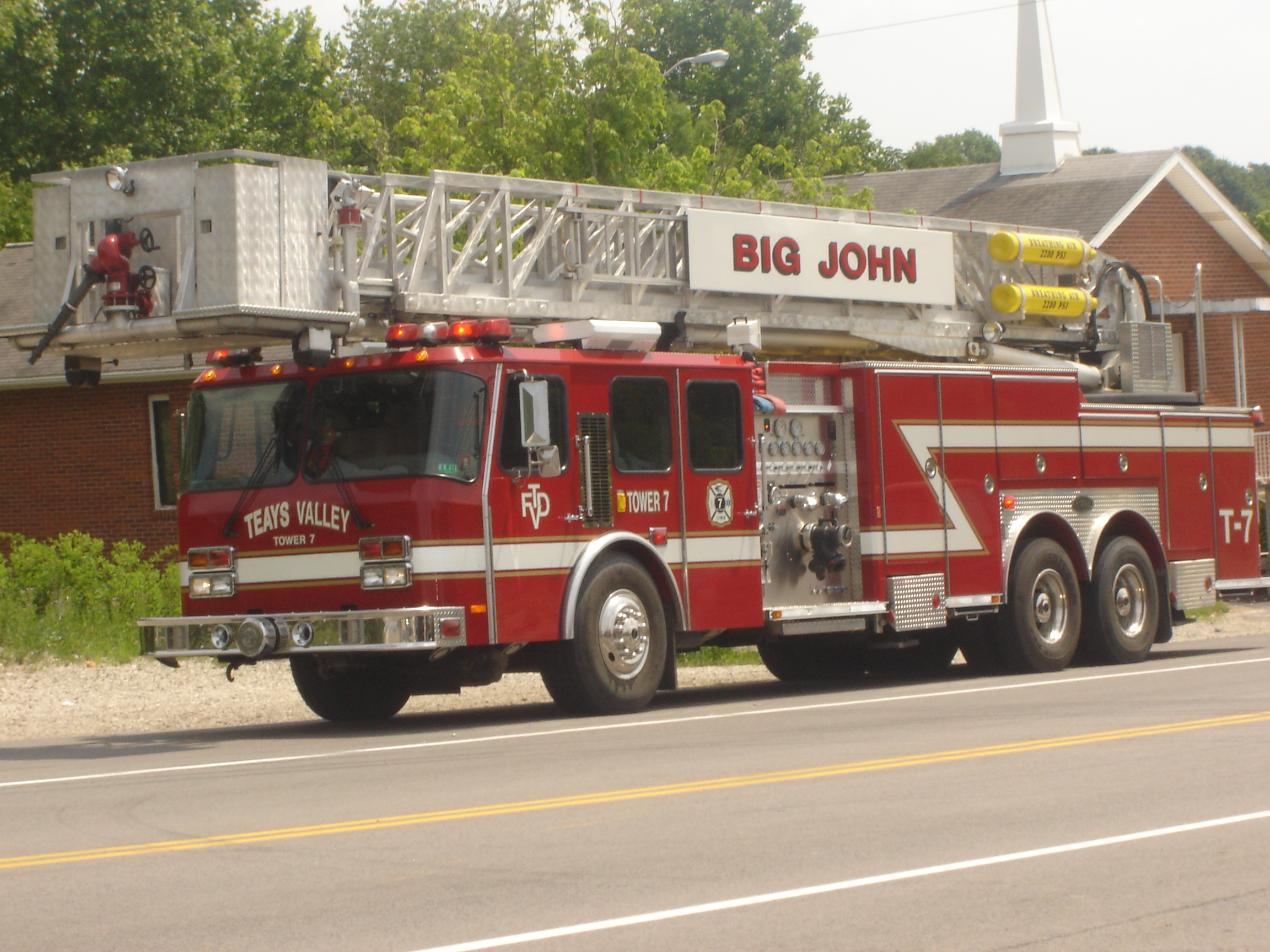

## موقعیت جغرافیایی
موقعیت جغرافیایی شهرها و مناطق اطراف به شرح زیر است: